# Ano litúrgico

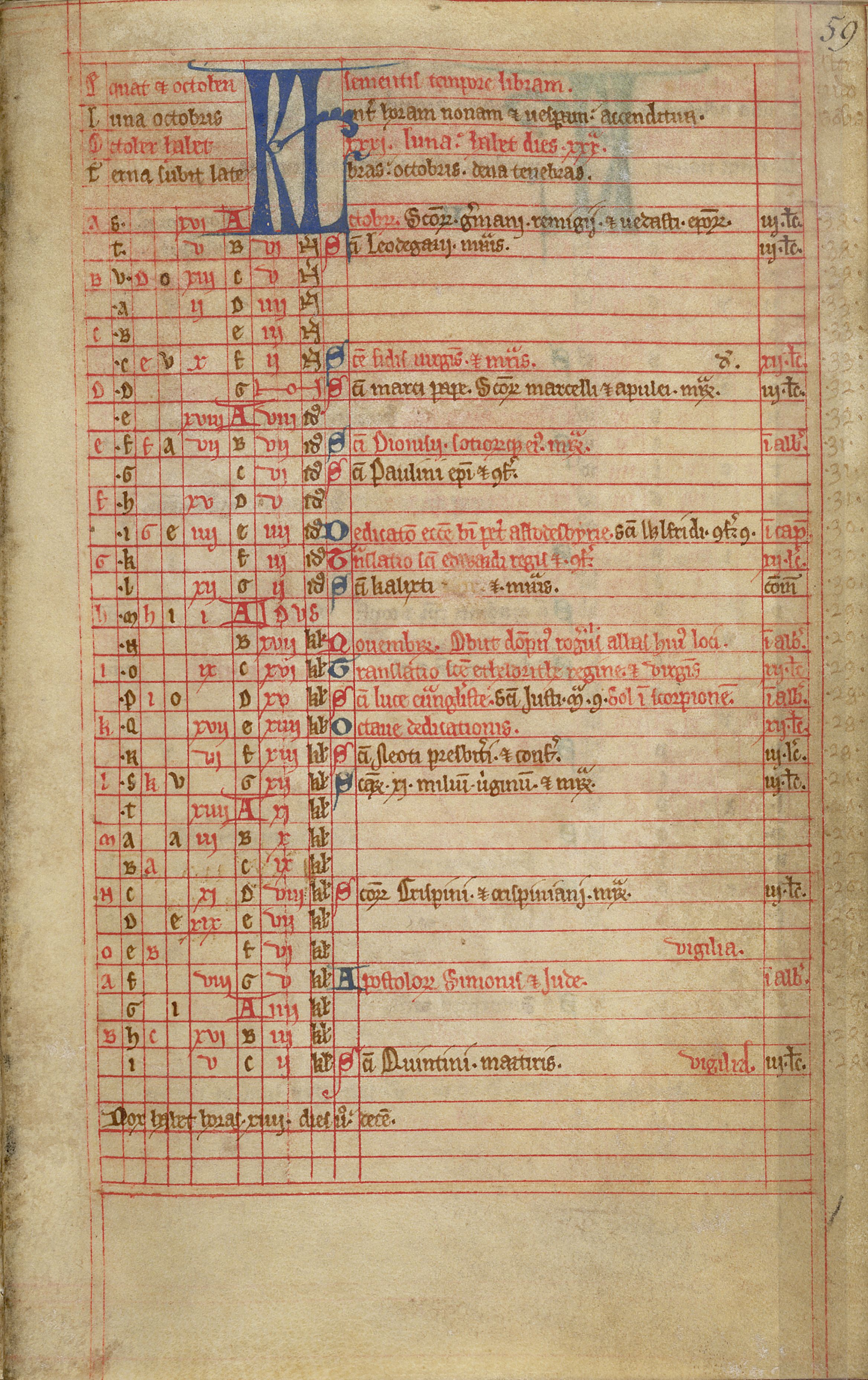
O mês de Outubro em um calendário da Abadia Abbotsbury, manuscrito do século XIII (British Library, Cotton MS Cleopatra B IX, folio 59r).

O Ano litúrgico é o período de doze meses, divididos em tempos litúrgicos, onde se celebram os mistérios de Cristo, assim como os Santos.

## Organização do ano litúrgico
De necessidade de se organizar as comemorações religiosas, foi estabelecido um calendário de datas a serem seguidas, que ficou sendo denominado de “Ano Litúrgico” ou “Calendário Litúrgico”.
O Ano Civil começa em 1º de Janeiro e termina em 31 de Dezembro. Já o Ano Litúrgico começa no 1º Domingo do Advento (cerca de quatro semanas antes do Natal) e termina no sábado anterior a ele (após a solenidade de Cristo Rei do Universo). Podemos perceber, também, que o Ano Litúrgico está dividido em “Tempos Litúrgicos”, como veremos a seguir.
Antes, porém, vale a pena lembrar que o Ano Litúrgico é composto de dias, e que esses dias são santificados pelas celebrações litúrgicas do povo de Deus, principalmente pelo Sacrifício Eucarístico e pela Liturgia das Horas. Por esses dias serem santificados, eles passam a ser denominados dias litúrgicos. A celebração do Domingo e das Solenidades, porém, começa com as Vésperas (na parte da tarde) do dia anterior.
Dentre os Dias Litúrgicos da semana, no primeiro dia, ou seja, no Domingo (Dia do Senhor), a Igreja celebra o Mistério Pascal de Jesus, obedecendo à tradição dos Apóstolos. Por esse motivo, o Domingo deve ser tido como o principal dia de festa.
Cada rito litúrgico da Igreja Católica tem o seu Calendário Litúrgico próprio, com mais ou menos diferenças em relação ao Calendário Litúrgico do Rito romano, o mais conhecido. No entanto, para todos os ritos litúrgicos é idêntico o significado do Ano litúrgico, assim como a existência dos diversos tempos litúrgicos e das principais festas litúrgicas.
A Igreja estabeleceu, para o Rito romano, uma sequência de leituras bíblicas que se repetem a cada três anos, nos domingos e nas solenidades. As leituras desses dias são divididas em ano A, B e C. No ano A, leem-se as leituras do Evangelho de São Mateus; no ano B, o de São Marcos e no ano C, o de São Lucas. Já o Evangelho de São João é reservado para as ocasiões especiais, principalmente as grandes Festas e Solenidades.
Nos dias da semana do Tempo Comum, há leituras diferentes para os anos pares e para os anos ímpares, tirando o Evangelho, que se repete de ano a ano. Deste modo, os católicos, de três em três anos, se acompanharem a liturgia diária, terão lido quase toda a Bíblia.
O Ano Litúrgico da Igreja é assim dividido:
1. Tempo do Advento
2. Tempo do Natal
3. Tempo da Quaresma
4. Tempo da Páscoa
5. Tempo Comum

O Ano litúrgico da Igreja tem leituras bíblicas apropriadas para as celebrações de cada santo em particular. Aí estão as 15 solenidades e 25 festas, com leituras obrigatórias, as 64 memórias obrigatórias e 96 memórias facultativas, com leituras opcionais. O Calendário Litúrgico apresenta também 44 leituras referentes à ressurreição de Jesus Cristo, além de diversas leituras para os Santos, Doutores da Igreja, Mártires, Virgens, Pastores e a Virgem Maria.

## Tempos litúrgicos

As divisões do Ano Litúrgico.

Estes tempos litúrgicos existem em toda a Igreja Católica. Há apenas algumas diferenças entre os vários ritos, nomeadamente em relação à duração de cada um e à data e importância de determinadas festividades. A descrição que se segue corresponde ao Rito romano.

### Tempo do Advento
O Tempo do Advento possui dupla característica: sendo um tempo de preparação para as solenidades do Natal, em que comemoramos a primeira vinda do Filho de Deus entre os homens, é também um tempo em que, por meio desta lembrança, se voltam os corações para a expectativa da segunda vinda de Cristo no fim dos tempos. Por esse duplo motivo, o tempo do Advento se apresenta como um tempo de piedosa expectativa da vinda do Messias, além de se apresentar como um tempo de purificação de vida. O tempo do Advento inicia-se quatro domingos antes do Natal e termina no dia 24 de Dezembro, desembocando na comemoração do nascimento de Cristo. É um tempo de festa, mas de alegria moderada.
No Advento a cor litúrgica é o roxo, sendo que no Domingo Gaudete pode-se usar o rosa.
Tempo de preparação para o Natal é o Advento que são quatro domingos, sendo o terceiro domingo do Advento, o Domingo Gaudete.

### Tempo do Natal
Após a celebração anual da Páscoa, a comemoração mais venerável para a Igreja é o Natal do Senhor e suas primeiras manifestações, pois o Natal é um tempo de fé, alegria e acolhimento do Filho de Deus que se fez Homem. O tempo do Natal vai da véspera do Natal de Nosso Senhor até o domingo depois da festa da aparição divina, em que se comemora o Batismo de Jesus. No ciclo do Natal são celebradas as festas da Sagrada Família, de Maria, mãe de Jesus, Epifania do Senhor e do Batismo de Jesus.
No Natal a cor é o branco, simbolizando a paz e a harmonia.

### Tempo da Quaresma
O Tempo da Quaresma é um tempo forte de conversão e penitência, jejum, caridade e oração. É um tempo de preparação para a Páscoa do Senhor, e dura quarenta dias. Neste período não se diz o Aleluia, nem se colocam flores na Igreja, as imagens ficam veladas com tecidos roxos, com exceção da cruz, que só é velada na Semana Santa, não devem ser usados muitos instrumentos e não se canta o Glória a Deus nas alturas, para que as manifestações de alegria sejam expressadas de forma mais intensa no tempo que se segue, a Páscoa. A Quaresma inicia-se na Quarta-feira de Cinzas, e termina na Quinta-Feira Santa antes da missa da Ceia do Senhor.
Na Quaresma a cor litúrgica é o roxo, sendo que no Domingo Laetare pode-se usar o rosa.
Tempo de preparação para a Páscoa é a Quaresma que é composta por cinco domingos, sendo o quarto domingo da Quaresma, o Domingo Laetare.

### Tempo da Páscoa
O Tríduo Pascal começa com a Missa da Santa Ceia do Senhor, na Quinta-Feira Santa. Neste dia, é celebrada a Instituição da Eucaristia e do Sacerdócio, e comemora-se o gesto de humildade de Jesus ao lavar os pés dos discípulos.
Na Sexta-Feira Santa celebra-se a Paixão e Morte de Jesus Cristo. É o único dia do ano que não tem Missa, acontece apenas uma Celebração da Palavra chamada de “Ação ou Ato Litúrgico”.
Durante o Sábado Santo, a Igreja não exerce qualquer ato litúrgico, permanecendo em contemplação de Jesus morto e sepultado.
Na noite de Sábado Santo, já pertencente ao Domingo de Páscoa, acontece a solene Vigília pascal. Conclui-se, então, o Tríduo Pascal, que compreende a Quinta-Feira, Sexta-Feira e o Sábado Santo, que prepara o ponto máximo da Páscoa: o Domingo da Ressurreição.
A Festa da Páscoa ou da Ressurreição do Senhor, se estende por cinquenta dias entre o domingo de Páscoa e o domingo de Pentecostes, comemorando a volta de Cristo ao Pai na Ascensão, e o envio do Espírito Santo. Estas sete semanas devem ser celebradas com alegria e exultação, como se fosse um só dia de festa, ou, melhor ainda, como se fossem um grande domingo, vivendo uma espiritualidade de alegria no Cristo Ressuscitado e crendo firmemente na vida eterna.
No Tempo de Páscoa a cor litúrgica é o branco, simbolizando a luz, tipificando a inocência e a pureza, a alegria e a glória.

### Tempo Comum
Além dos tempos que têm características próprias, restam no ciclo anual trinta e três ou trinta e quatro semanas nas quais são celebrados, na sua globalidade os Mistérios de Cristo. Comemora-se o próprio Mistério de Cristo em sua plenitude, principalmente aos domingos. É um período sem grandes acontecimentos, mas que nos mostra que Deus se faz presente nas coisas mais simples. É um tempo de esperança acolhimento da Palavra de Deus. Este tempo é chamado de Tempo Comum, mas não tem nada de vazio. É o tempo da Igreja continuar a obra de Cristo nas lutas e no trabalho pelo Reino. O Tempo Comum é dividido em duas partes: a primeira fica compreendida entre os tempos do Natal e da Quaresma, e é um momento de esperança e de escuta da Palavra onde devemos anunciar o Reino de Deus; a segunda parte fica entre os tempos da Páscoa e do Advento, e é o momento do cristão colocar em prática a vivência do reino e ser sinal de Cristo no mundo, ou como o mesmo Jesus disse, ser sal da terra e luz do mundo.
O Tempo Comum é ainda tempo privilegiado para celebrar as memórias da Virgem Maria e dos Santos.
No Tempo Comum a cor litúrgica é o verde que simboliza esperança.

## Festas de guarda
Baseando-se no terceiro mandamento da Lei de Deus (guardar os domingos e festas de guarda), a Igreja Católica estipula que todos os católicos devem ir à missa em todos os domingos e festas de guarda. Por isso, esta obrigação está também presente nos Cinco Mandamentos da Igreja Católica. A maior parte das festas de guarda caem sempre num domingo (ex: Domingo de Ramos, Pentecostes, domingo de Páscoa, Santíssima Trindade, etc.), que já é o dia semanal obrigatório de preceito ou guarda. Então, as festas de guarda que podem não ser no domingo são apenas dez:
- 1 de Janeiro - Santa Maria, Mãe de Deus;
- 6 de Janeiro - Epifania do Senhor;
- 19 de Março - São José, esposo da Virgem Maria;
- Ascensão do Senhor (data variável - quinta-feira da sexta semana da Páscoa);
- Corpo de Deus (data variável - 1ª quinta-feira após o domingo da Santíssima Trindade);
- 29 de Junho (ou domingo seguinte) - Apóstolos São Pedro e São Paulo;
- 15 de Agosto (ou domingo seguinte) - Assunção da Virgem Maria;
- 1 de Novembro - Dia de Todos os Santos;
- 8 de Dezembro - Imaculada Conceição da Virgem Maria;
- 25 de Dezembro - Natal do Senhor.

Porém, nem todos os países e dioceses festejam e guardam estes dez dias de preceito, porque, "com a prévia aprovação da Sé Apostólica, [...] a Conferência Episcopal pode suprimir algumas das festas de preceito ou transferi-los para um domingo".
Observações: As festas e solenidades da Epifania do Senhor, Ascensão do Senhor, São Pedro e São Paulo, Assunção de Maria e Todos os Santos no Brasil foram transferidas para o domingo mais próximo. A CNBB no Brasil aboliu o preceito na festa de São José, permanecendo sua celebração litúrgica.

## Cálculo do atual ano litúrgico
O Ano Litúrgico passa por três ciclos, também chamado de anos A, B, C.
A cada ano tem uma sequência de leituras próprias, ou seja, leituras para o ano A, ano B e para o ano C. A organização das leituras próprias para cada ano possibilita ao católico estudar toda a Bíblia, desde que participe de todas as missas diárias ou estude a Liturgia Diária nesse período de três anos. Para saber de que ciclo é um determinado ano, parte-se deste princípio: o ano que é múltiplo de 3 é do ciclo C.
Para saber se um número é múltiplo de 3, basta somar todos os algarismos, e se o resultado for múltiplo de 3, o número também o é.
Supondo que este seja o ano de 2021, fazemos 2 + 0 + 2 + 1 = 5. Como 5 tem resto 2 quando dividido por 3, estamos ano B (o ano litúrgico começa no advento do ano anterior, logo, o advento de 2020 é o início do ano litúrgico de 2021).